# Carlos Torres (játékvezető)
Carlos Torres (Asunción, 1970. január 27. –) paraguayi nemzetközi labdarúgó-játékvezető. Teljes neve Carlos Manuel Torres Núñez. Polgári foglalkozása villamosmérnök.

## Pályafutása

### Nemzeti játékvezetés
1990-ben lett hazája I. Ligás játékvezetője. Az apja, Juan Anselmo Torres és a testvére Luis szintén játékvezetők. A nemzeti játékvezetéstől 2012-ben sérülése miatt vonult vissza.

### Nemzetközi játékvezetés
A Paraguayi labdarúgó-szövetség Játékvezető Bizottsága (JB) terjesztette fel nemzetközi játékvezetőnek, a Nemzetközi Labdarúgó-szövetség (FIFA) 1998-tól tartotta nyilván bírói keretében. Több nemzetek közötti válogatott és klubmérkőzést vezetett, vagy működő társának 4. bíróként segített. A CONMEBOL Játékvezető Bizottsága (JB) megbízható szakmai munkáját elismerve rendszeresen foglalkoztatja – kupafinalistaként – nemzetközi mérkőzéseken. A CONMEBOL JB besorolás szerint elit kategóriás bíró. Az aktív nemzetközi játékvezetéstől 2012-ben sérülése miatt búcsúzott.

#### Világbajnokság
A világbajnoki döntőhöz vezető úton Németországba a XVIII., a 2006-os labdarúgó-világbajnokságra, valamint Dél-Afrikába a XIX., a 2010-es labdarúgó-világbajnokságra a FIFA JB bíróként alkalmazta. Selejtező mérkőzéseket a Dél-amerikai Labdarúgó-szövetség (CONMEBOL) zónában vezetett.

##### 2006-os labdarúgó-világbajnokság

###### Selejtező mérkőzés
| Időpont            | Helyszín                                                  | Mérkőzés típusa            | Mérkőzés         | Eredmény | Nézők száma |
| ------------------ | --------------------------------------------------------- | -------------------------- | ---------------- | -------- | ----------- |
| 2004. június 1.    | Polideportivo de Pueblo Nuevo Stadion, San Cristóbal      | előselejtező (6. forduló)  | Venezuela–Chile  | 0 – 1    | 23 040      |
| 2004. november 17. | Metropolitano Roberto Meléndez Stadion, Barranquilla      | előselejtező (11. forduló) | Kolumbia–Bolívia | 1 – 0    | 25 000      |
| 2005. június 4.    | Metropolitano Roberto Meléndez Stadion, Barranquilla      | előselejtező (14. forduló) | Kolumbia–Peru    | 5 – 0    | 15 000      |
| 2005. június 8.    | Nemzeti Stadion, Santiago                                 | előselejtező (15. forduló) | Chile–Venezuela  | 2 – 1    | 35 506      |
| 2005. október 9.   | Monumental Antonio Vespucio Liberti Stadion, Buenos Aires | előselejtező (17. forduló) | Argentína–Peru   | 2 – 0    | 36 977      |

##### 2010-es labdarúgó-világbajnokság
2008-ban a FIFA JB bejelentette, hogy a Dél-afrikai rendezésű, a labdarúgó-világbajnokság játékvezetőinek 54-es szűkített keretének átmeneti listájára került. A 38-as szűkített keretnek nem lett tagja.

###### Selejtező mérkőzés
| Időpont             | Helyszín                                                  | Mérkőzés típusa            | Mérkőzés          | Eredmény | Nézők száma |
| ------------------- | --------------------------------------------------------- | -------------------------- | ----------------- | -------- | ----------- |
| 2007. november 8.   | Monumental "U" Stadion, Lima                              | előselejtező (3. forduló)  | Peru–Brazília     | 1 – 1    | 45 847      |
| 2008. június 14.    | Monumental "U" Stadion, Lima                              | előselejtező (5. forduló)  | Peru–Kolumbia     | 1 – 1    | 25 000      |
| 2008. szeptember 7. | Nemzeti Stadion, Santiago                                 | előselejtező (7. forduló)  | Chile–Brazília    | 0 – 3    | 60 239      |
| 2008. október 11.   | Monumental Antonio Vespucio Liberti Stadion, Buenos Aires | előselejtező (9. forduló)  | Argentína–Uruguay | 2 – 1    | 42 421      |
| 2009. június 7.     | Monumental "U" Stadion, Lima                              | előselejtező (13. forduló) | Peru–Ecuador      | 1 – 2    | 17 050      |
| 2009. szeptember 9. | Központi Stadion, Montevideo                              | előselejtező (16. forduló) | Uruguay–Kolumbia  | 3 – 1    | 30 000      |
| 2009. október 14.   | Monumental David Arellano Stadion, Santiago               | előselejtező (18. forduló) | Chile–Ecuador     | 1 – 0    | 47 000      |

#### Olimpia
A 2004. évi nyári olimpiai játékok labdarúgó tornáján a FIFA JB bíróként foglalkoztatta.
| Időpont             | Helyszín                        | Mérkőzés típusa              | Mérkőzés              | Eredmény | Nézők száma |
| ------------------- | ------------------------------- | ---------------------------- | --------------------- | -------- | ----------- |
| 2004. augusztus 14. | Kaftanzoglio Stadion, Szaloniki | csoportmérkőzés (A. csoport) | Görögország–Mali      | 0 – 2    | 17 123      |
| 2004. augusztus 18. | Pankritio Stadion, Iráklio      | csoportmérkőzés (D. csoport) | Costa Rica–Portugália | 4 – 2    | 11 218      |
| 2004. augusztus 21. | Karaiskaki Stadion, Pireusz     | egyik negyeddöntő            | Mali–Olaszország      | 0 – 1    | 27 543      |

#### Amerika Kupa
Venezuela rendezte a 2007-es Copa América tornát, ahol CONMEBOL JB hivatalnokként foglalkoztatta.

##### 2007-es Copa América

###### CONCACAF-aranykupa mérkőzés
| Időpont         | Helyszín                | Mérkőzés típusa              | Mérkőzés       | Eredmény | Nézők száma |
| --------------- | ----------------------- | ---------------------------- | -------------- | -------- | ----------- |
| 2007. július 1. | Városi Stadion, Maturín | csoportmérkőzés (B. csoport) | Brazília–Chile | 3 – 0    | 52 000      |

#### Nemzetközi kupamérkőzések
Vezetett Kupa-döntők száma: 1.

##### Dél-Amerikai Kupa
| Időpont           | Helyszín                       | Mérkőzés típusa     | Mérkőzés                                        | Eredmény |
| ----------------- | ------------------------------ | ------------------- | ----------------------------------------------- | -------- |
| 2010. december 1. | Serra Dourada Stadion, Goiânia | döntő első mérkőzés | Goiás Esporte Clube–Club Atlético Independiente | 2 – 0    |